# Ajo mataero

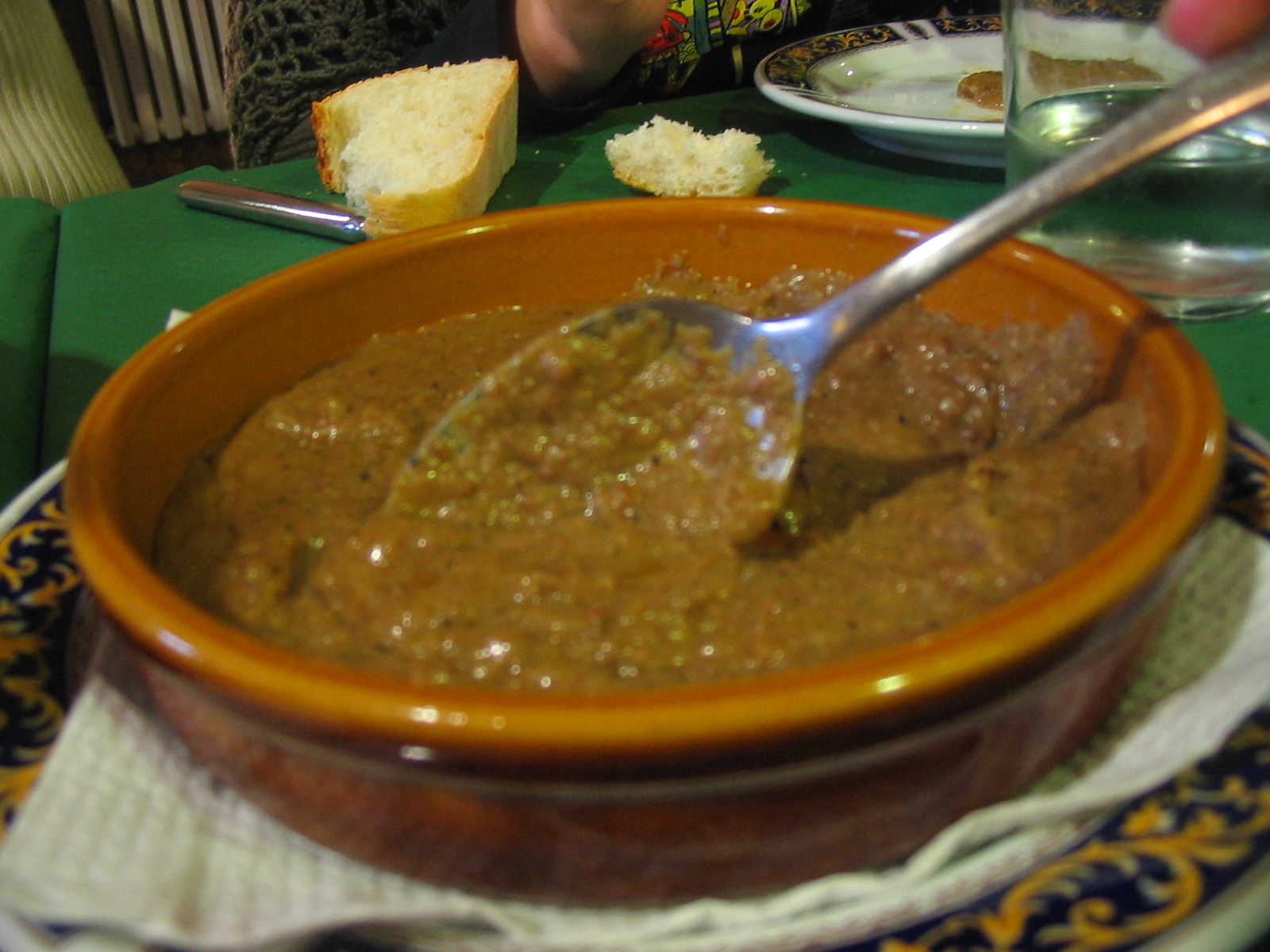
Ajopringue

El ajo mataero (denominado ajopringue en Ciudad Real) es un plato típico de la cocina manchega (concretamente de la zona de Albacete). Se elabora básicamente con hígado y pan. Se trata de uno de los platos que tradicionalmente se elaboraba en las matanzas (de ahí su nombre). Es una variante del morteruelo.

## Características
Una de las maneras de cocinarlo es freír hígado de cerdo (previamente cortado en daditos) y ajos en grasa de cerdo (normalmente tocino) y pimentón. Todo ello se maja en un mortero y se añade un desmenuzado de miga de pan (generalmente de pan ácimo) y agua en una sartén al fuego, sin parar de remover. De color marrón, se suele servir con piñones y tiene la consistencia de un puré. Está íntimamente ligado al día de la matanza en invierno.
Al igual que en el caso del ajo arriero y de otros platos llamados ajo y consistentes en una especie de puré, el nombre de ajo derivado del verbo ajar, procedente del latín allevare, que desde el siglo I se aplica a mezclar varios ingredientes y triturarlos y majarlos hasta conseguir una masa fina y espesa sin trozos ni grumos, aunque la errónea asociación etimológica con la planta ha hecho que esta acabe siendo considerada como un ingrediente esencial.